# Don River (vattendrag i Australien, Queensland, lat -23,97, long 149,85)
Don River är ett vattendrag i Australien. Det ligger i delstaten Queensland, omkring 500 kilometer nordväst om delstatshuvudstaden Brisbane.
Omgivningarna runt Don River är i huvudsak ett öppet busklandskap. Trakten runt Don River är nära nog obefolkad, med mindre än två invånare per kvadratkilometer. Genomsnittlig årsnederbörd är 942 millimeter. Den regnigaste månaden är januari, med i genomsnitt 183 mm nederbörd, och den torraste är augusti, med 22 mm nederbörd.